# Fußwaschung durch den Regenten (Bayern)

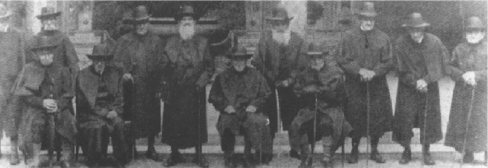
Die ältesten Männer Bayerns in ihren Apostelkleidern bei der Hoffußwaschung in München, ca. 1905

Die Fußwaschung durch den Regenten war in Bayern ein von Herzog Wilhelm den Frommen eingeführter Brauch, mit dem der jeweilige Herrscher gemäß dem Vorbild Jesu Christi alljährlich am Gründonnerstag im Rahmen eines Staatsaktes seine Demut bezeugen sollte.

## Allgemeines
Beim letzten Abendmahl, am Vorabend seines Kreuzestodes, wusch Jesus gemäß dem Johannesevangelium (Joh 13,1–5 ) seinen Jüngern die Füße und trocknete sie mit einem Tuch. In der Fußwaschung gab Christus den Aposteln ein Beispiel. Außerdem nahm die Handlung Bezug auf die Lehre, die er ihnen gemäß dem Matthäusevangelium (Mt 20,25–28 ) bereits früher erteilt hatte: 

„Ihr wisst, dass die Herrscher ihre Völker unterdrücken und die Mächtigen ihre Macht über die Menschen missbrauchen. Bei euch soll es nicht so sein, sondern wer bei euch groß sein will, der soll euer Diener sein, und wer bei euch der Erste sein will, soll euer Sklave sein. Denn auch der Menschensohn ist nicht gekommen, um sich dienen zu lassen, sondern um zu dienen und sein Leben hinzugeben als Lösegeld für viele.“

In der Liturgie der römisch-katholischen Kirche ist in der Messe vom Letzten Abendmahl am Gründonnerstag die Fußwaschung vorgesehen. In Kathedralkirchen und Abteien ist dieser Ritus verpflichtend. Der Zelebrant der Heiligen Messe wäscht dabei zwölf zuvor bestimmten Gläubigen die Füße; der Ritus gehört zu den Sakramentalien. In der Diözese Mailand praktizierte man zur Zeit des hl. Ambrosius die Fußwaschung als Teil des Sakraments der Taufe.
Im Mittelalter bildete sich der Brauch heraus, dass nicht nur Priester, sondern auch Fürsten und Könige als Zeichen demütiger Gesinnung in der Nachfolge Jesu Christi ihren Untertanen am Gründonnerstag die Füße wuschen.

## Der Hofbrauch in Bayern

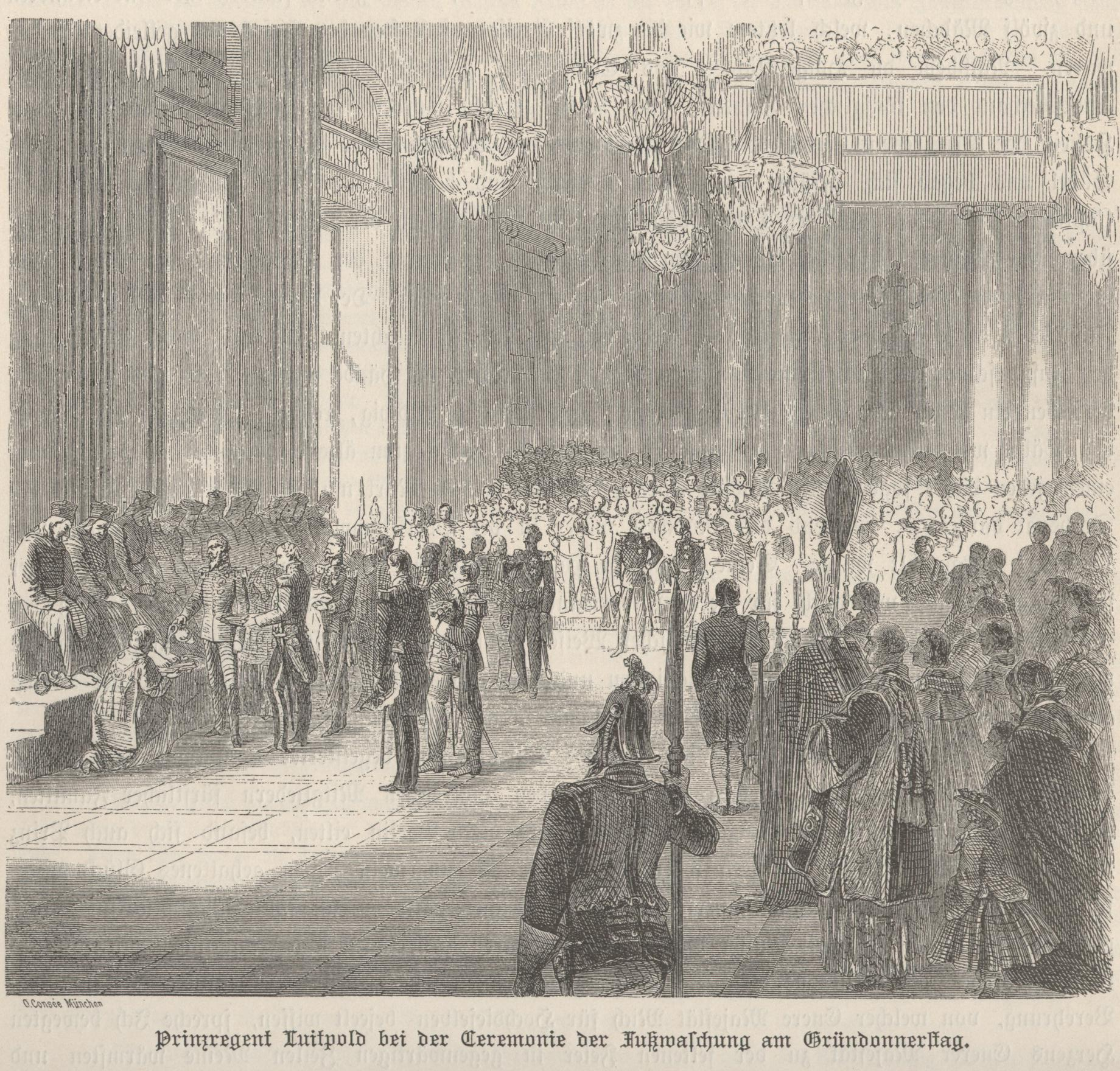
Prinzregent Luitpold bei der Fußwaschung im Herkulessaal der Münchner Residenz

Im Deutschen Reich führte zunächst Kaiser Karl V. diesen Brauch ein und er wurde am Hof der Habsburger bis zum Ende der Monarchie im Jahr 1918 praktiziert (siehe: Ritus der Fußwaschung im Hofzeremoniell). Eine Generation später übernahm auch Herzog Wilhelm V., der Fromme die Gepflogenheit in Bayern und auch hier wurde sie bis zur Abschaffung der Monarchie aufrechterhalten. In der Neuzeit hielten nur noch die Herrscher von Spanien, Frankreich, Österreich und Bayern am Brauchtum der Fußwaschung durch den Regenten fest. In Großbritannien entwickelte sich daraus eine Geldgabe, die Maundy ceremony.

An dem Ritus Fußwaschung durch den Regenten sollten in Bayern die zwölf ältesten und würdigsten armen Männer des Landes teilhaben. Analog zum kirchlichen Ritus der Fußwaschung wurden auch sie „Apostel“ genannt, da sie die zwölf Apostel repräsentierten, denen Jesus die Füße wusch. Laut Ministerialerlass vom 30. April 1870 wählte der königliche Oberhofmeisterstab die zwölf Greise aus. Es hieß in der Verordnung präzisierend: 

„Die Gesuche um Zulassung zur Fußwaschung sind bei den Bezirksämtern oder unmittelbaren Magistraten, in deren Amtsbezirk der Gesuchsteller seinen ständigen Wohnsitz hat, einzureichen. Erforderliche Belege sind Tauf- und Geburtszeugnis, Vermögens- und Leumundszeugnis, amtsärztliches Zeugnis über Gesundheit und Rüstigkeit des Gesuchstellers im allgemeinen und insbesondere darüber, ob derselbe mit keinem Fußleiden behaftet ist. Die Gesuche müssen samt Belegen und Bericht von den obengenannten Behörden, direkt in den Einlauf des königlichen Oberhofmeisterstabes und zwar fünf Wochen vor dem Ostersonntage gelangen.“

Gleichzeitig erging auch Einladung an zwölf bedürftige Mädchen, denen jedoch nicht die Füße gewaschen wurden. Die alten Männer wurden auf Staatskosten mit einem neuen, schwarzen „Apostelgewand“ und einem violetten „Apostelhut“ eingekleidet. Auch die Mädchen erhielten neue Kleider auf Kosten der Staatskasse. Jedem der alten Männer hängte der Herrscher nach geschehener Fußwaschung einen ledernen Zugbeutel mit einem Geldgeschenk von 40 Mark um. Außerdem wurde ihnen bis zum Lebensende eine Leibrente gezahlt. Erika von Watzdorf-Bachoff (1878–1963) konstatiert in ihren Erinnerungen, man scherze deshalb, dass man in den Bergen die alten Männer gut behandele, damit sie (zum Geldsegen für die Familie) noch „Apostel“ werden könnten. Die Mädchen erhielten neben einem neuen Gewand nach der Zeremonie bei der Oberstkämmererkasse einen Betrag von je 15 Mark ausbezahlt.
Traditionell fand der Staatsakt im Herkulessaal der Münchner Residenz, mit großem Gepränge statt. Jede Gemeinde oder Familie rechnete es sich zur höchsten Ehre an, wenn aus ihrem Kreise ein Mann zur jährlichen Fußwaschung durch den Regenten in München auserwählt wurde.

## Ablauf
In der Gedenkbiografie von Hans Heidelbach zum 70. Geburtstag des Prinzregenten Luitpold ist 1891 der Ablauf einer solchen Fußwaschung detailliert geschildert. Der Prinzregent hatte um 11 Uhr dem Hochamt in der nahen Allerheiligen-Hofkirche beigewohnt und war in feierlicher Prozession in die Residenz zurückgekehrt. In der dortigen Hofkapelle wurde die Vesper gesungen und der Regent zog dann in den Herkulessaal ein: 

„Längs der südlichen Langseite dieses Saales saßen auf einer dunkelrot ausgeschlagenen Estrade die zur Zeremonie der Fußwaschung bestimmten, zwölf alten Männer, in schwarzer Gewandung, auf dem Kopfe ein violettes Barett. Weiter zurück standen ihre Anverwandten und zwölf Mädchen, welch letztere, wie die zwölf Greise auf Kosten des Hofes neu gekleidet worden waren. Nachdem die Hofgeistlichkeit das Evangelium gesungen und das Evangelienbuch den königlichen Hoheiten zum Kusse gereicht worden war, übergab der Prinzregent den diensttuenden Kämmerern seinen Hut und Säbel und begab sich zu dem ältesten der Männer. Der Obersthofmeister überreichte dem Prinzregenten die Kanne, der Subdiakon hielt das vorhandene Becken unter den entblößten Fuß. Der Regent begoß den entblößten Fuß jedes alten Mannes mit Wasser und trocknete denselben mit dem überreichten Tuche ab. Nach Beendigung der Fußwaschung ließ sich Seine Königliche Hoheit die Hände begießen und zum Abtrocknen derselben ein Tuch von seinem ältesten Sohn, dem Prinzen Ludwig reichen. Nachdem der Regent den Säbel wieder umgelegt hatte, begab er sich alsdann zurück zum ältesten Manne und hängte einem jeden dieser sogenannten Apostel einen Zugbeutel mit 40 Mark um den Hals, während den Mädchen später je ein Geschenk von 15 Mark ausbezahlt wurde. Seine Königliche Hoheit hatten für jeden Einzelnen der alten Männer freundliche Worte, wie auch für deren Anverwandte.“

Prinz Adalbert von Bayern hält in seinem Buch „Als die Residenz noch Residenz war“ 1967 fest, es habe sich um weiß-blaue Lederbeutel mit je 20 frisch geprägten Zweimarkstücken gehandelt, die den alten Männern umgehängt wurden.

## Berichte

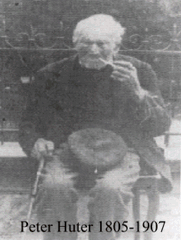
Der 102-jährige Peter Huter aus Ensheim nahm zweimal an der Hoffußwaschung in München teil

Aus Ensheim, damals zur bayerischen Rheinpfalz, heute zum Saarland gehörig, nahm der über 100-jährige Peter Huter zweimal an der Münchner Fußwaschung durch den Prinzregenten Luitpold teil.

„Nach dem morgendlichen Gottesdienst in der St. Peterskirche tranken die Leute im Cafe Greif ihren Morgenkaffee und traten den Weg zur königlichen Residenz an. Während einige der alten schon recht wackeligen Männer bereitgestellte Kutschen benutzten, marschierte der hundertjährige Peter Huter aus Ensheim flotten Schrittes zur Residenz. Es folgte eine photographische Aufnahme und dann gings in den „Goldenen Saal“, wo den Leuten Wein, Bier oder Kaffee mit einem kleinen Imbiß serviert wurde. Einige zogen den kalten Getränken eine warme Brennsuppe vor. Jedem wurde jetzt das violette Apostelkleid gereicht, eine Art Talar mit Gurt, der violette Apostelhut, der wie ein Kardinalshut aufgesetzt wurde. Hierauf erfolgte die […] Fußwaschung“

Auch der Berchtesgadener Handelsmann Anton Adner nahm 1818 und 1819 an der Hoffußwaschung in München teil, bestieg bei diesem Anlass am 9. April 1819 noch den Turm der Frauenkirche und lebte fortan von der Leibrente König Maximilians I., der auch seine ärztliche Versorgung sicherstellte. Dies ist auf seinem von König Ludwig I. gestifteten Grabdenkmal in Berchtesgaden mit folgender Inschrift angedeutet: „Ein heiteres Ende des langen Lebens, dessen größten Theil er als Trödler mit Berchtesgadener Waaren auf Reisen zugebracht, gewährten ihm die Wohltaten des Königs“.
Das 1827 publizierte Buch Charakterzüge und Anekdoten als Bilder der Güte und Wohlthätigkeit aus dem Leben Maximilian Josephs I., Königs von Bayern berichtet über Anton Adners Teilnahme an der Hoffußwaschung:

„Den von dem Monarchen ihm geschenkten Hut zierte er auf der Stelle nach Landessitte mit Gemsbart und Gemsgeierfedern und vernahm alsbald, daß sein erhabenster Wohlthäter ihn auch für die Fußwaschung am Gründonnerstage in München unter die 12 Apostel des Landes gewählt habe. Als dieser feierliche Kirchenfesttag, an welchem der König, nach uralter Sitte der Regenten Bayerns, mit den zwölf ältesten armen Männern des Landes unter der feierlichsten Hof-Ceremonie im Jahre 1818 die Fußwaschung ebenfalls unternahm, herannahte, ließ er schon frühe genug den Alten von Berchtoldsgaden auf königliche Kosten abholen und da der Weg von diesem Grenzgebirge bis zur Residenz ziemlich weit ist, in langsamen fünf Reisestationen in einer bequemen Chaise nach München führen […] Im hundertdreizehnten Lebensjahre schritt der alte Gebirgsmann mit seinen andern eilf Mitgenossen nach Hof und zur Kirche mit einer Munterkeit und Raschheit, als wenn er ein Jüngling unter den Andern wäre. Während seines Aufenthaltes wanderte er froh und guten Muthes durch die Straßen, sah den Wachparaden zu, und ging sogar einmal auf Einladung des Königs in das Hoftheater, wo er, das erstemal in seinem Leben ein Theater sehend, sich ganz sonderbar verwunderte. Alle Jahre bei dem Apostelfeste ward derselbe mit gleicher Gnade von dem Könige empfangen.“